# Pierpaolo Parisio
Pierpaolo Parisio (né en 1473 à Cosenza, en Calabre, alors dans le royaume de Naples, et mort à Rome le 11 mai 1545) est un cardinal italien du XVIe siècle.

## Biographie
Pierpaolo Parisio est clerc de Cosenza et professeur en droit à Rome, Padoue et  Bologne. Il est nommé évêque d'Anglona et Tursi en 1528, nommé auditeur général de la chambre apostolique en 1537 et transféré au diocèse de Nusco en 1538.
Pierpaolo Parisio est créé cardinal par le pape Paul III lors du consistoire du 19 décembre 1539. Il est coprésident du concile de Trente avec les cardinaux Reginald Pole et Giovanni Morone.